# Füllerborn-sarkantyúspityer
A Füllerborn-sarkantyúspityer (Macronyx fuelleborni) a madarak osztályának verébalakúak (Passeriformes) rendjébe billegetőfélék (Motacillidae) családjába tartozó faj.

## Rendszerezése
A fajt Anton Reichenow német természettudós és kutató írta le 1900-ban, Macronyx fuellebornii néven. Nevét és tudományos faji nevét Friedrich Fülleborn német parazitológusról kapta.

## Alfajai
- Macronyx fuellebornii ascensi Salvadori, 1907
- Macronyx fuellebornii fuellebornii Reichenow, 1900[2]

## Előfordulása
Afrikában, Angola, a Kongói Demokratikus Köztársaság, Namíbia, Tanzánia és Zambia területén honos. Természetes élőhelyei a szubtrópusi és trópusi gyepek, szavannák és cserjések, valamint tavak és legelők. Állandó, nem vonuló faj.

## Megjelenése
Testhossza 20 centiméter, testtömege 46-64 gramm.

## Természetvédelmi helyzete
Az elterjedési területe rendkívül nagy, egyedszáma pedig stabil. A Természetvédelmi Világszövetség Vörös listáján nem fenyegetett fajként szerepel.